# Douglas Lloyd Savory
Douglas Lloyd Savory (ur. 17 sierpnia 1878, zm. 5 października 1969) – brytyjski naukowiec i polityk, w latach 1909–1941 profesor filologii romańskiej i klasycznej w Queen's University w Belfaście, w latach 1940–1955 poseł do brytyjskiej Izby Gmin z ramienia Ulsterskiej Partii Unionistycznej. W latach 1944–1945 był członkiem angielsko-polskiego komitetu parlamentarnego. Otrzymał brytyjski tytuł szlachecki.
Sir Douglas Savory jest najbardziej znany z powodu memoriału zatytułowanego "Raport o rzezi w Katyniu" (ang. Report on the Katyn Massacre) z 14 lutego 1944 roku, poświęconego zbrodni katyńskiej, który rozdano najwybitniejszym politykom brytyjskim (w tym Winstonowi Churchillowi i Anthony'emu Edenowi) i przesłano prezydentowi USA Franklinowi Rooseveltowi. W konkluzji raportu stwierdzono, że w 1943 roku polski rząd na uchodźstwie w Londynie był w pełni usprawiedliwiony w żądaniu bezstronnego śledztwa oraz ustalenia faktów przez Międzynarodowy Czerwony Krzyż.
Sir Douglas Savory powrócił do sprawy zbrodni katyńskiej w 1952 roku, w czasie obrad Specjalnej Komisji Śledczej Kongresu Stanów Zjednoczonych do Zbadania Zbrodni Katyńskiej (tzw. Komisji Maddena). W lipcu 1952 roku 123 deputowanych do Izby Gmin ze wszystkich partii politycznych podpisało wniesioną przez niego rezolucję wzywającą rząd brytyjski do udzielenia Komisji Maddena wsparcia w jej zabiegach, by wyniki dochodzenia zostały przedstawione Międzynarodowemu Trybunałowi Sprawiedliwości w Hadze.